# Colin Miller
Colin Fyfe Miller (Hamilton (Escócia), 4 de outubro de 1964) é um ex-futebolista profissional e treinador escocês naturalizado canadiano, que atuava como defensor.

## Carreira
Colin Miller fez parte do elenco da histórica Seleção Canadense de Futebol da Copa do Mundo de 1986 